# Нефтяная промышленность России

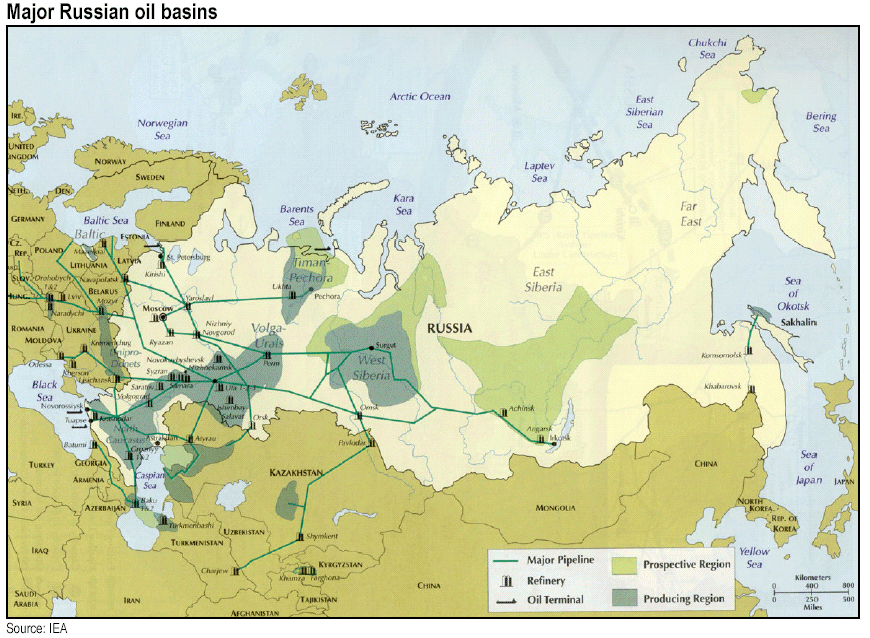
Основные нефтяные бассейны России

Нефтяная промышленность России — ведущая отрасль российской промышленности, включающая в себя добычу, переработку, производство, транспортировку и сбыт нефтепродуктов.
Нефть является важнейшей статьёй российского экспорта, составляя, по данным за 2009 год, 33 % экспорта в денежном выражении (вместе с нефтепродуктами — 49 %). Кроме того, от уровня цен на нефть и нефтепродукты существенно зависят цены на третий основной компонент экспорта — природный газ.
В 2019 году в России добывалось нефти 10,8 млн bbls в сутки. Это был третий показатель в мире после США (15 043 000 bbls в сутки) и Саудовской Аравии (12 млн bbls в сутки).
Запасы жидких углеводородов на 2007 год оценивались в размере не менее 9,5 млрд т. Крупнейшие нефтяные месторождения — Самотлорское, Приобское, Русское, Ромашкинское.

## История

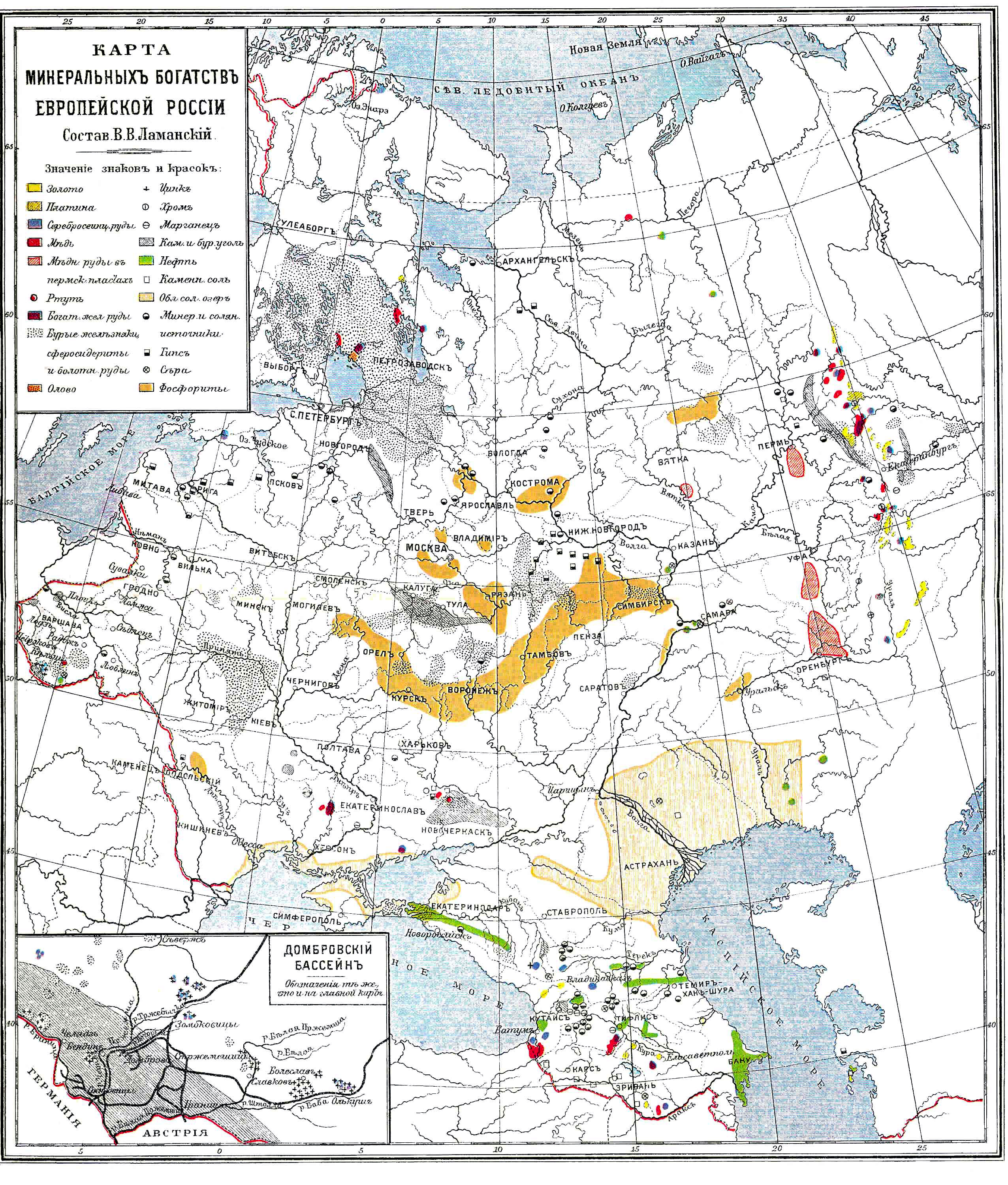
XIX век

Первое упоминание о естественных нефтяных источниках на территории России (Таманский полуостров и низовья реки Кубань) есть в трактате X века византийского императора Константина Багрянородного «Об управлении государством».
В Древней Руси нефть использовалась в медицине, производстве красок для живописи, изготовлении боевых зажигательных средств, для смазки колёс транспортных средств, сбруи.
В 1684 году иркутский письменный голова Леонтий Кислянский обнаружил нефть в районе Иркутского острога.
О другой находке нефти в России было сообщено 2 января 1703 года в русской газете «Ведомости». В 1745 году архангелогородец Фёдор Савельевич Прядунов начал добычу нефти со дна Ухты и построил один из первых в мире нефтеперегонных заводов. Однако в течение XVIII века разработка нефтяных месторождений являлась убыточной из-за крайне узкого практического применения продукта.

### Начало индустриальной нефтедобычи
После территориальных приобретений в районе Баку в начале XIX века основным нефтяным районом России стал Кавказ (Грозненский нефтяной район и Бакинский нефтегазоносный район). После изобретения керосиновой лампы в 1853 году спрос на нефть возрос многократно. Первая скважина на нефть (разведочная) была пробурена промышленным способом на Апшеронском полуострове (месторождение Биби-Эйбат) в 1847 году, первая эксплуатационная скважина пробурена на реке Кудако на Кубани в 1864 году (Крымско-Кудакинское месторождение).
Первый простой нефтеперерабатывающий завод, производящий керосин, был создан в Баку в 1863 году инженером и энтузиастом Давидом Меликовым (тюркизированная форма его имени — «Джавад Мэлыков», под которым он был известен в Баку). Он же несколько лет спустя основал нефтеперерабатывающий завод в Грозном.
Основанное в 1879 году «Товарищество нефтяного производства братьев Нобель» вело нефтедобычу и нефтепереработку в Баку, создало собственную транспортную и сбытовую сеть, включавшую нефтепроводы, танкеры, вагоны-цистерны и нефтебазы с причалами и железнодорожными ветками. В конце XIX века в нефтедобывающую отрасль были допущены иностранцы и, в частности, Ротшильды. Так, в 1886 году Ротшильды образовали «Батумское нефтепромышленное и торговое общество», известное впоследствии лишь по его русской аббревиатуре БНИТО. В Батуме были построены нефтехранилища и организованы точки сбыта.
В 1913 году в России было добыто 9,093 млн тонн нефти, что равняется 555,1 млн пудов.

### Крупнейшие нефтепромышленники начала XX века

##### Персоналии

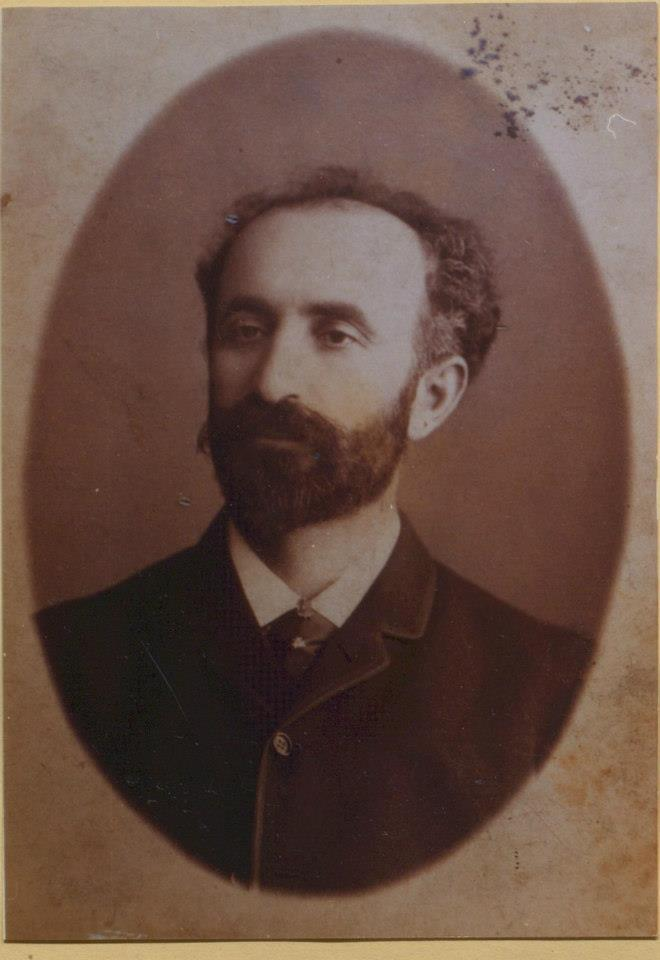
Микаэл Арамянц

- Микаэл Овсепович Арамянц. Российский нефтепромышленник, финансист и меценат. Был близким другом и партнёром А. И. Манташева. Совместно с ним в 1899 году основал Нефтепромышленное и торговое общество «А. И. Манташев и К°» — крупное предприятие по добыче, транспортировке, переработке и продаже нефти и нефтепродуктов[9].

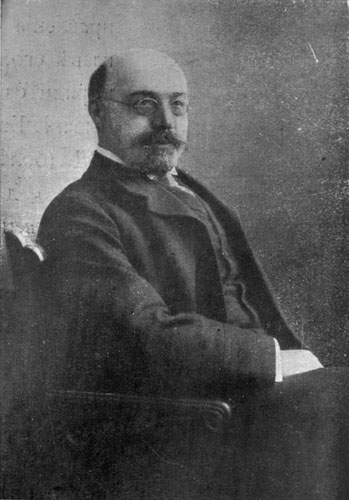
Павел Осипович Гукасов

- Гукасов, Павел Осипович. Крупный российский нефтепромышленник[10], член Государственного совета Российской империи[11] (1906—1912), член руководящего органа Всероссийских Съездов представителей промышленности, инженер[10], финансист, меценат и общественный деятель. С 1886 года — член Бакинской городской думы. В том же году Совместно с Л.М. де Буром создаёт Нефтепромышленное и торговое акционерное общество «Каспийское товарищество» в котором через три года занимает пост председателя правления. Общество создавалось для содержания нефтяных промыслов, продажи нефти и нефтепродуктов, а также эксплуатации керосинового завода близ Баку[12]. К концу XIX века цена акций предприятия выросла более чем в три раза от первоначальной стоимости, а цена активов — в два. В 1915 году добыча нефти достигла 11,9 млн пудов (для сравнения, у Бранобель — самой крупной компании — 52,7 млн пудов). Компания создала в России свою сеть продажи других нефтепродуктов[12][13].
 Являлся создателем и учредителем множества фирм, ведущих свою деятельность в нефтяной отрасли[12]: совместно с Л. А. Манташевым и С. Г. Лианозовым — Нефтепромышленное и торговое общество «Манташев А. И. и Ко» (1899); «Каспийский трубопровод» (1900); «Хоумлайт ойл К°» (1902, установив тем самым партнёрские отношения с BP), совместно с А. И. Манташевым; АО Каспийский машиностроительный и котельный завод" (1903, специализировалось на выпуске нефтепромышленного оборудования); совместно с Ю. М. Тищенко — «П. О. Гукасов» (1904); «Волжско-Черноморское торгово-промышленное акционерное общество»; «Нефтепромышленное и разведочное акционерное общество»; Товарищество нефтяного производства «Лианозова Г. М. сыновей» (1907) и др. 
 Член правления 13 различных компаний[12][14]: Товарищества нефтяного производства «Лианозова Г. М. сыновей»; «Московско-Кавказского нефтяного промышленно-торгового товарищества» (1902), в собственность которого сразу перешёл ряд Бакинских нефтепромыслов и значительное по запасам нефтехранилище в городе Ярославль (к 1915 году стоимость активов фирмы от первоначальной выросла в 9 раз); Caspian Oil Company Limited (1908); Торгово-промышленного и пароходного общества «Волга», занимающееся поставками и транспортировкой нефтепродуктов в акватории в том числе Каспийского моря (1910) и др.; а также входил в руководящие органы ряда других предприятий и крупных банков[15]. Вдобакок, братья Гукасовы были совладельцами Бинагадинского нефтепромышленного и торгового общества (1908). В том же году П.О. становится председателем наблюдательного совета Русского торгово-промышленного банка[10] (пятого в России по размеру активов на тот момент)[12].
 «Каспийское товарищество» и «Каспийский трубопровод» совместно с предприятиями-партнёрами (в основном, А. И. Путилова, А. О. Гукасова, С. Г. Лианозова и А. И. Манташева) вошли в состав Русской генеральной нефтяной корпорации, учреждённой в 1912 году, и ставившей целью выход российских нефтепродуктов на рынок Западной Европы. В период Первой мировой войны совместно с партнёрами планировал приступить к российскому производству современных, на тот момент, буровых станков для удовлетворения потребностей нефтепромыслов[12][14]. 
 В 1890—1906, 1915—1917 годах[10], являлся председателем совета Бакинских нефтепромышленников[12][13][16][17]. Занимал должность почётного мирового судьи в Баку, а также был председателем попечительского совета Бакинских коммерческих училищ[12][14]. 
 С 1915 года был членом Центрального военно-промышленного комитета и Особого совещания для обсуждения и объединения мероприятий по обеспечению топливом[12][17]. Входил в состав созданной при его участии нефтяной секции при совете съездов представителей промышленности и торговли. Выступал против установления государственной монополии в топливной промышленности[13]. На 1914 год состояние Павла и Абрама Гукасовых оценивалось в сумму около 15 млн руб[18][19].
- Гукасов, Абрам Осипович. Российский нефтепромышленник, доктор естественных наук по направлению геология, доктор философских наук (1898), меценат, издатель и общественный деятель. Брат П. О. Гукасова. Член правления «Московско-Кавказского нефтяного промышленно-торгового товарищества». Учредитель Caspian Oil Company Limited (Лондонн , 1908)[12]. Был главой 7-ми различных компаний[13]. С 1899 года до начала Первой мировой войны жил в Лондоне и представлял в Европе нефтяное дело своей семьи (в 1914 году переехал в Россию)[14] . Был главой компании «Рускабель» — ведущего производителя электрического кабеля того времени[14].
- Аршак Осипович Гукасов. Российский нефтепромышленник. В 1906—1915 годах[10] занимал пост председателя совета съездов Бакинских нефтепромышленников[13].

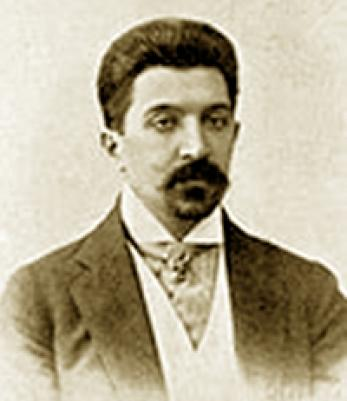
Степан Георгиевич Лианозов

- Степан Георгиевич Лианозов. Крупный российский нефтепромышленник, меценат, после революции — политический деятель[20]. Крупнейший нефтяной магнат России начала XX века[16]. В1907 году в Санкт-Петербурге им было создано товарищество нефтяного производства «Г. М. Лианозова сыновей» с основным капиталом в 2 млн рублей. Одним из членов правления был владелец Петербургского механического и чугунолитейного акционерного общества «Путиловский завод» А. И. Путилов, а директором-распорядителем был сам Лианозов[21]. 
 Избирался гласным Бакинской городской думы и членом Бакинского биржевого комитета. 
 28 июля 1912 года для конкуренции с компанией «Бранобель» и нефтяными предприятиями Ротшильдов[22] Степаном Лианозовым и партнёрами в Лондоне была создана «Русская генеральная нефтяная корпорация» («Russian General Oil Corporation», сокращённо «Ойль») с основным капиталом в 2,5 млн фунтов стерлингов[23]. С этой целью привлечения иностранных инвестиций им, в том же 1912 году, в Великобритании была образована компания «British Lianosoff Wite Oil Company», а во Франции — «La Lianosoff Français». В 1913 году совместно с немецкими, французскими и бельгийскими партнёрами («О. А. Розенберг и Ко» (Париж), «Л. Дрейфус и Ко» (Париж), Б. Маргулиеса (Брюссель)) создал в Гамбурге компанию по транспортировке в Германию российской нефти и нефтепродуктов для их переработки и продажи («Deutsche Lianozoff Mineralöl Import Act.Ges», с основным капиталом в 1 млн марок)[24]. Совместно с П. О. Гукасовым создаёт Волжско-Черноморское акционерное торговое и Нефтепромышленное и разведочное акционерное общества. 
 Степан Лианозов одним из первых начал борьбу с монополией западного капитала в нефтепромышленности Бакинской губернии[25]. Один из немногих российских нефтепромышленников, кто сумел вовлечь в нефтяную отрасль значительные иностранные и российские инвестиции[24]. 
 С. Г. Лианозов являлся[12][14][23] Председателем правлений: Апшеронского нефтяного общества, Нефтепромышленного и торгового общества «Арамазд», Волжско-Черноморского торгово-промышленного общества; Директором-распорядителем: Товарищества нефтяного производства «Лианозова Г. М. сыновей» (1907), Нефтепромышленного и торгового общества «А. И. Манташев и Ко» (1899), Нафталанского нефтепромышленного общества, Русского нефтепромышленного общества, Среднеазиатского нефтепромышленного и торгового общества «Санто», Нефтепромышленного и торгового общества «Шихово»; Членом правлений: "Нефтепромышленного и торгового общества «Варинские технохимические заводы И. Н. Тер-Акопова», Нефтепромышленного и торгового «Братья Мирзоевы и Ко», Московско-Кавказского нефтяного и промышленного товарищества (1902), Санкт-Петербургского нефтепромышленного общества, Нефтепромышленного общества «Эмба-Каспий», Нефтепромышленного и разведочного общества, Нефтепромышленного Общества Терской области, Русской генеральной нефтяной корпорации «Ойл» (1912); член совета «Товарищества нефтяного производства Братьев Нобель»[23]. На 1914 год состояние Степана Лианозова оценивалось в сумму свыше 10 млн руб[18].

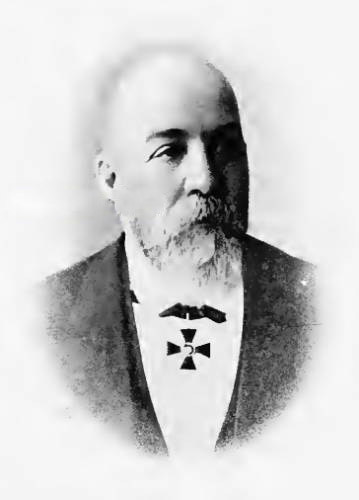
Георгий Мартынович Лианозов

- Лианозов, Георгий Мартынович. Российский промышленник, меценат, общественный и политический деятель. Потомственный почётный гражданин, действительный статский советник, купец I-ой гильдии, коммерции советник, один из крупнейших деятелей московских финансово-предпринимательских кругов[26]. Основатель и председатель правления «Русского нефтепромышленного общества» (РУНО)[27], владелец рыболовных «Лианозовских промыслов», охвативших всё персидское побережье Каспия[26]. Являлся председателем правления Русского нефтепромышленного общества[1].

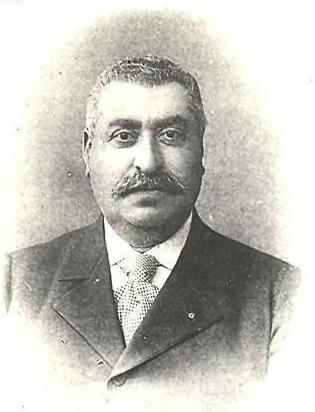
Александр Иванович Манташев

- Александр Иванович Манташев. Российский нефтепромышленник, крупный меценат и филантроп[28][9]. Один из богатейших людей Российской Империи[28]. Являлся одним из крупнейших домовладельцев Тифлиса[9]. 
 Крупнейший акционер, председатель совета Тифлисского коммерческого банка (1890—1911)[9]. Член ревизионной комиссии Тифлисского отделения Государственного банка (1882—1888)[9]. В 1899 году совместно с М.О Адамянцем основал Нефтепромышленное и торговое общество «А. И. Манташев и К°» — крупное предприятие по добыче, транспортировке, переработке и продаже нефти и нефтепродуктов[9]. 
 Акционер многих компаний, в частности: «А. Цатуров и др.», «Бранобель»[28], «И. Е. Питоев и Кo» и др.[28] и банков (Русского для внешней торговли и Азовско-Донского коммерческого банков) и др[9]. Член правления Товарищества нефтяного производства «Лианозова Г. М. сыновей»; Председатель правления[9]: «А. И. Манташев и К°» (до 1910). 
 На 1914 год состояние Александра Манташева оценивалось в сумму свыше 10 млн руб.[18]. Награждён орденом Почётного легиона[9]
- Левон Александрович Манташев. Сын А. И. Манташева. Являлся потомственным почётным гражданином[9]. В 1907—1910 гг. был членом правления, а с 1910 года — председателем правления Общества «А. И. Манташев и Ко». Член правления Нефтепромышленного и торгового об-ва «И. Е. Питоев и Кo», член советов Азовско-Донского и Тифлисского коммерческого банков.[9]

- Муртуза Мухтаров. В 1890 году открыл частную бурильную контору, которую расширял год от года. Так, например, он взял подряд и успешно пробурил скважину глубиной в 1100 метров. В 1891 году в Сабунчи был открыт механический завод Мухтарова (к 1913 году здесь работало 950 рабочих, годовой оборот составлял 1,100 тыс. рублей)[29]. Являлся акционером общества Московско-Волжского нефтяного товарищества, администратором по делам бакинского общества русской нефти. В 1895 году Мухтаров создаёт модернизированный станок ударного штангового способа бурения, на который получает государственный патент. Это изобретение он назвал «бакинской бурильной системой». Станок Мухтарова был значительно совершеннее всех, известных ранее. В конце XIX века Мухтаров вводит в строй целый завод бурильного оборудования в Биби-Эйбате. Это было первое в России промышленное предприятие по производству нефтяного оборудования. Станки, оборудование, выпускаемые на заводе Мухтарова, продавались на российском рынке, экспортировались за границу. Он и сам часто закупал машины и инструменты за рубежом, особенно в Америке. Даже после революции шли контейнеры с оборудованием на имя Муртуза Мухтарова. Во время бакинской декабрьской стачки 1904 года Мухтаров был избран в комиссию, образованной на общем собрании нефтепромышленников, для выработки условий, которые могли быть предложены бастующим, и для переговоров с ними[30].
- Муса Нагиев. Российский промышленник и миллионер, один из крупных нефтепромышленников дореволюционного Баку[31]. К 18 годам скопив довольно приличную сумму, Нагиев приобрёл земельный участок, на котором хотел заняться земледелием. При бурении колодца для воды на его участке забил фонтан нефти. С того дня он стал продавать нефть. Вскоре на заработанные деньги он нанял грамотных специалистов-нефтяников, и дело пошло в гору. Через несколько лет практически все скважины в посёлке Бинагади принадлежали Мусе Нагиеву.[32][неавторитетный источник].
В 1893 году создал крупную фирму по добыче нефти «Муса Нагиев». Капитал фирмы составлял более 10 миллионов рублей. Управление располагалось в Баку. Мусе Нагиеву принадлежало 65 нефтяных буровых в Сабунчи, Сураханы и Рамане, нефтеперерабатывающий завод в Баку, а также механическая мастерская[31].
- Гаджи Зейналабдин Тагиев. В 1870 ему уже принадлежал небольшой керосиновый завод с двумя котлами. Успех в керосиновом производстве привёл к созданию компании «Г. З. А. Тагиев». К началу 80-х годов XIX века тагиевской фирме принадлежали 30 десятин нефтеносной земли в селениях Балаханы и Биби-Эйбат, две шхуны для перевозки нефтепродуктов, склады в Царицыне, Нижнем Новгороде и Москве, два завода: керосиновый и по выпуску смазочных масел. В 1893 году предприятие Г. З. Тагиева давало в год до 13 млн пудов нефти[33]. В связи с созданием фирмы «Мазут» — торгового предприятия ротшильдовского Каспийско-Черноморского товарищества — было создано акционерное общество «Нефтепровод Баку — Батум» для строительства трубопровода «Баку—Батум». Трубопропровод, считавшийся в то время грандиозным сооружением, должен был протянуться от Баку на 800 километров — через Куринскую низменность, склоны Малого Кавказа, подножье Сурамской крепости и Рионскую низменность, — соединив берег Каспия с берегом Чёрного моря. Строительство уникального трубопровода Баку-Батум началось в 1897 году, а завершили его десять лет спустя — в 1907 году[33].

#### Крупнейшие компании
- «Товарищество нефтяного производства братьев Нобель»[34]. Основано Людвигом и Робертом Нобелями в 1879 году с первоначальным основным капиталом 3 млн руб. (в 1913 году — 30 млн руб.). При основании компании, в неё вошли активы, приобретённые братьями Нобель и компаньонами в Баку в 1870-х годах. Вело нефтедобычу и нефтепереработку в Бакинском и Грозненском районах, создало собственную транспортную и сбытовую сеть, включавшую нефтепроводы, танкеры, вагоны-цистерны и нефтебазы с причалами и железнодорожными ветками. Кроме нефтепереработки, компания занималась производством вспомогательных веществ, в частности, было налажено собственное производство соды и серной кислоты. Обществу принадлежало: нефтяные промыслы в Балаханах, Романах, Сабунчах и Биби-Эйбате близ Баку, на о. Челекен на берегу Каспийского моря и в Бериксе (Дагестанская область) и др. 7 заводов на территории Чёрного города близ Баку, склады и базы на территории России, а также в Марселе, Манчестере, Антверпене, Женеве, Берлине, Гамбурге, Гетесбурге, Лондоне и других городах Европы и многое др. В Баку братьями Нобель была построена фамильная резиденция и посёлок Вилла Петролеа для служащих компании. В настоящее время резиденция восстановлена и в ней находится музей братьев Нобель. Автором идеи начать собственный нефтяной бизнес был Роберт Нобель, впервые увидевший нефтепромыслы Бакинского района в 1873 году[35]. В этом же году он приобрёл первый нефтеперегонный завод в Баку. Чистая прибыль за 1913 год составила 14,853 млн руб. Акции компании котировались на Берлинское, Амстердамской, Фрагнкфуртской и Петербургской биржах.

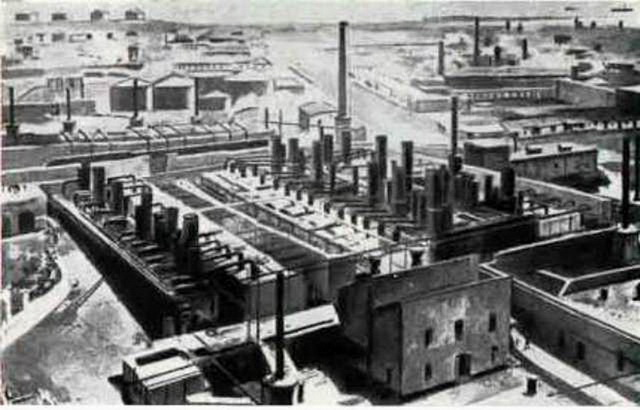
Нефтеперегонный завод Нобелей в Баку, конец 1880 гг.
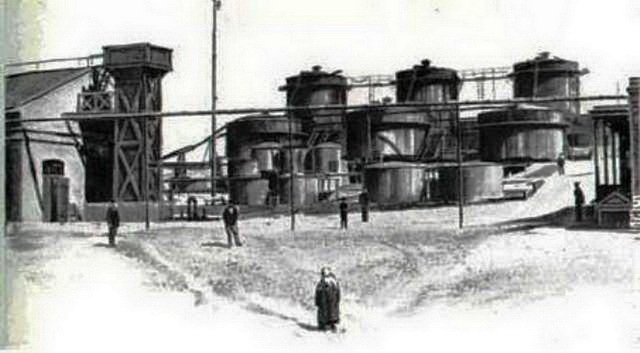
Очистительное отделение керосинового завода Нобелей в Баку, 1890 г.
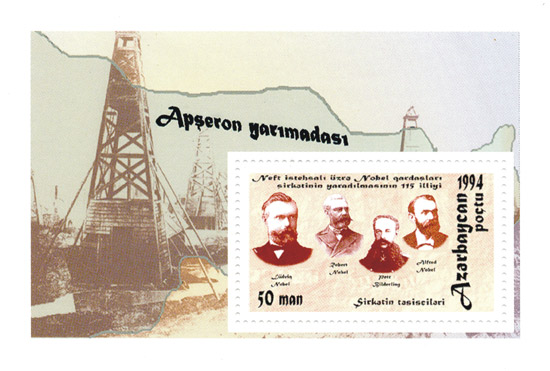
Почтовый блок Азербайджана, посвящённый братьям Нобель

- «Russian General Oil Corporation». 28 июля 1912 года С. Г. Лианозовым[21] в Лондоне и партнёрами была создана «Русская генеральная нефтяная корпорация» («Russian General Oil Corporation», сокращённо «Ойль») с первоначальным основным капиталом в 2,5 млн фунтов стерлингов. Была крупнейшим монополистическим объединением трестового типа в нефтяной промышленности России[36]. Создавалось для борьбы с компанией «Бранобель» и нефтяными предприятиями Ротшильдов и фирмой Royal Dutch Schell[37][38]. Целью компании являлось «установление контроля над производством и распределением нефтепродуктов в России, а также регулирование цен»[39]. В основу ядра компании (треста) вошли следующие фирмы: «Лианозова Г. М. сыновей», «А. И. Манташев и К°», «Нефть», «Бакинское нефтяное общество», «Каспийское товарищество» и «Московско-Кавказское нефтяное промышленно-торговое товарищество», а также крупные российские и иностранные банки[21][36]. Компания была учреждена в форме консорциума российских и иностранных фирм и банков[12]. Эти общества, в свою очередь, контролировали ещё 16 нефтяных фирм России, имели партнёрские соглашения с крупнейшими транспортными предприятиями империи[20]. Деятельность треста развернулась на территории нескольких нефтеносных районов России: Бакинском, Грозненском, Эмбенском и Ферганском[36]. Начиная с 1913 года компания инициировала покупку контрольного пакета акций крупнейшей на тот момент в России фирмы «Бранобель». В начале 1917 года «Ойль» и «Бранобель» заключили крупное соглашение о разделе сфер влияния, обменом пакетами акций и установления общности интересов[36]. Вплоть до национализации к компании продолжали примыкать всё новые и новые фирмы[34] («Арамазд», «Шихово» и др.)[12].
- Товарищество нефтяного производства «Лианозова Г. М. сыновей»[34]. Создано в 1907 году в Санкт-Петербурге с первоначальным основным капиталом в 2 млн руб. (в 1914 году — 16 млн руб.). В 1910 году добыча нефти составила 2,133 млн пудов[21]. Общество стремительно развивалось: уже в 1912 году были куплены нефтепромыслы фирм «А. С. Меликова и Ко», «К. Л. Кванштерн», «Бр. Красильниковы», «Тифлисское товарищество», «Апшеронское нефтяное общество». Компания имела долю в обществе «Шихово», «Нафталанское нефтепромышленное общество», «Каспийское товарищество», «Московско-Кавказское нефтяное промышленно-торговое товарищество»[34]. В том же году вошло в основу созданной С. Г. Лианозовым «Русской генеральной нефтяной корпорацией». К 1915 году в структуру товарищества входило: обширные нефтяные земли в районе Баку с нефтяными скважинами; там же, в Белом городе — нефтеперерабатывающий керосиновый завод мощностью до 30 млн пудов нефти/год с резервуарами для хранения нефтепродуктов на 1,5 млн пудов и керосиновой и мазутной станциями с резервуарами на 500 тыс. и 300 тыс. пудов соответственно, а также наливная станция для загрузки железнодорожных цистерн; на берегу Каспийского моря — водопроводы, нефтепроводы, керосинопроводы, трубопроводы для прокачки масел и нефтяных остатков, нефтеналивная пристань с резервуарами на 300 тыс. пудов; нефтепроводы с пропускной способностью до 10 млн пудов нефти/год и общей протяжённостью более 10 вёрст в районах Балаханы, Сабунчи, Раманы; в Батуми — резервуары и хранилища для экспорта смазочных масел на более чем 1 млн пудов (в том числе арендованные у общества «Олеум»)[34]. В том же году добыча нефти составила 12,9 млн пудов[12] (по объёмам добычи нефти, компания входила в так называемую «Большую тройку» нефтепромышленных компаний России, наряду с такими гигантами как «Бранобель» и «Нефть»[40].), основной капитал достиг 30 млн руб., а активы — 72,58 млн руб.[12] Являлась одной из крупнейших Российских нефтяных компаний[23]. В том же 1912 году на Николаевском судостроительном заводе Обществом был заказан танкер (нефтеналивной теплоход) грузоподъёмностью более 7,35 т. под названием «Степан Лианозов» и предназначавшийся для транспортировки керосина из Черноморского района в порты Западной Европы[41]. В строй судно вступило уже после революции. Чистая прибыль за 1913 год составила 2,9 млн руб. Главными акционерами на тот момент (1915) являлись: С. Г. Лианозов, А. И. Путилов, Т. Белозерский и А. И. Манташев[21].
- «Нефть»'[34]'[42]. Основано в 1883 году с основным капиталом 2 млн руб. (в 1913 году — 16,5 млн руб.) инженером путей сообщения Н. О. Кульжинским. В 1904 году приобретает общество «Т. Г. Тумаев», а в 1912 году — общество И. Н. Тер-Акопова. С 1914 году возглавлялась Т. В. Белозерским. Владело промыслами в Бакинском, Грозненском, Ферганском и Ухтинском районах, оптовыми складами, пароходством «Проводник», двумя керосиновыми и сернокислотным химическим заводами в Баку, вагонами-цистернами (1510 шт.) для перевозки нефтепродуктов, нефтеналивными станциям, станциями с резервуарами в городе Батум для экспорта нефтепродуктов (керосина). Входило в так называемую Большую тройку нефтепромышленных компаний, наряду с такими гигантами как «Бранобель» и «Лианозова Г. М. сыновей»[40]. В 1911 году принимает участие в образовании общества «Эмба» (15 % акций). В 1912 году вошло в основу созданной «Русской генеральной нефтяной корпорацией». В 1913 году приобретает общество «И. Колесников». Чистая прибыль за тот же год составила 3,27 млн руб. В 1916 году начало разведку в районе города Ухта, первым обнаружив первые признаки нефти в области, которую впоследствии назовут Тимано-Печорской нефтегазоносной провинцией[43].
- Нефтепромышленное и торговое общество «Каспийское товарищество»[34]. Основано в 1886 году с основным капиталом в 2,0 млн руб. (в 1913 году — 7,5 млн руб.). Обществу принадлежало: Керосиновый завод в Чёрном городе близь Баку, нефтяные промысла в Балаханах, Сураханах, Раманах, Сабунчах и Биби-Эйбате, наливная станция в Батуми. Чистая прибыль за 1912 год составила 2,17 млн руб. В том же году вошло в основу созданной «Русской генеральной нефтяной корпорацией».
- Нефтепромышленное и торговое общество «А. И. Манташев и К°»[34]. Основано в 1899 году с первоначальным основным капиталом в 22 млн руб. (в 1914 году — 30 млн руб.[28]). До 1910 года председателем правления был А. И. Манташев, после — его сын Левон[9]. Обществу принадлежало: керосино-масляный завод близ Баку, жестяной и ящичный заводы близ Батума и Одессы (второй завод 1906 перенесён в Александрию)[9], нефтеналивной станцией близ Батума и Одессы, вагоны-цистерны и пароходы для транспортировки нефти (танкер «Боржом», пароходы «Бакуриани» и «Ликани») и многое др. Общество имело отделения в крупнейших торговых центрах России (свыше 30), Османской империи, Египте и других странах. Чистая прибыль за 1913 год составила 6,863 млн руб. В 1912 году вошло в основу созданной «Русской генеральной нефтяной корпорацией». Общество экспортировало нефтепродукты на Ближний Восток, в Индию и на Дальний Восток[9].
- Нефтепромышленное и торговое общество «Арамазд»[34]. Компания основана в июле 1901 года с основным первоначальным капиталом в 4 млн руб. По итогам 1913 года чистая прибыль составила 1,201 млн руб. В том же году вошла в состав «Русской генеральной нефтяной корпорации»[34]. К началу 1917 года на объектах Общества было занято около 1,5 тыс. рабочих, добыча нефти составила 13 млн пуд., стоимость имущества составляла свыше 10 млн руб.[44].
- «Бакинское нефтяное общество»[34]. Первая Российская акционерная компания в нефтяном секторе. Основана в 1874 году В. А. Кокоревым и П. И. Губониным[45] с первоначальным капиталом 2,0 млн руб. (к 1913 году составлял 7,785 млн руб.[34]). Чистая прибыль за 1913 год — 4,881 млн руб. Компании принадлежало: нефтяные промыслы в Балаханах, Сабунчах и Биби-Эйбате, морская пристань с резервуарами для хранения нефти, нефтеперегонный завод в Сураханах, 2 наливные станции[34]. Так же владело земельными участками в Кубанской области. В 1909—1911 гг. для совместного приобретения и разработки новых нефтеносных земель, совместно с «Бранобель» и другими нефтепромышленными предприятиями участвовало в создании Общества «Колхида» (доля составила 15 %). К 1917 году стоимость всего имущества Общества превышала 19 млн руб., на объектах было занято более 3,5 тыс. рабочих[46].
- Нефтепромышленное и торговое общество И. Н. Тер-Акопова[34]. Основано в 1899 году с основным капиталом 4,50 млн руб. (на 1913 год составлял 9,0 млн руб.). Обществу принадлежало: нефтепромыслы в Сабунчах, с. Берекей (Дагестанская область), собственный флот и цистерны, а также несколько сбытовых точек[20]. Владело нефтеперерабатывающим заводом в селе Варя Нижегородской губернии (общество «Варинские техно-химические заводы И. Н. Тер-Акопова» — первое и единственное в центральных губерниях России предприятие по производству минеральных масел из нефти). В 1912 году полностью вошло в состав общества «Нефть» (до этого контролировалось частично) и, соответственно, в состав «Русской генеральной нефтяной корпорацией». Чистая прибыль на 1913 год составила 1,136 млн руб. Акции компании котировались на Парижской, Брюссельской и Петербургской биржах[47].
- Русское нефтепромышленное общество (РУНО)[34]. Основано в Санкт-Петербурге в 1896 году Георгием Мартыновичем Лианозовым (был председателем правления), сын (С. Г. Лианозов) — являлся директором-распорядителем. Первоначальным основной капитал составлял 1,8 млн руб. (на 1913 год — 2,181 млн руб.). Общество владело нефтяными промыслами в Балаханах и Сабунчах, керосиновым заводом в Баку, собственной пристанью и складами в городе Батум. После смерти Г.М. в 1907 году, кресло председателя занимает Г. П. Эклунд[26]. В 1913 году чистая прибыль составила 2,575 млн руб.
- Братья Мирзоевы и Ко.[34] Основано в 1886 году с первоначальным основным капиталом в 2,14 млн руб. (на 1913 год — 9,63 млн руб.). Обществу принадлежало: нефтепромыслы в Балаханах, Сабунчах, Сураханах и Биби-Эйбате.
- Нефтепромышленное и торговое общество «Шихово»[34]. Основано в 1901 году с первоначальным основным капиталом 3,0 млн руб. (на 1913 год — 6,0 млн руб.). Владело нефтяными промыслами в Биби-Эйбате. Чистая прибыль за 1913 год составила 816,6 тыс. руб. Вошло в состав «Русской генеральной нефтяной корпорацией». Основной акционер — Цатуров А. Ц.
- Общество «Мазут»[34]. Учрждено в 1898 году с первоначальным основным капиталом в 4 млн руб. (на 1914 год — 12 млн руб.). Обществу принадлежали склады нефтепродуктов с железнодорожными резервуарами и вагонами-цистернами, специальное представительство для продажи нефтепродуктов «Шибаев и Ко», буксирные пароходы и ремонтная мастерская. Чистая прибыл за 1913 год составила 2,981 млн руб.
- Нефтепромышленное общество «Аршалуйс»'[34]'. Основано в 1900 году с основным капиталом в 1,6 млн руб. Чистая прибыль за 1910 год составила 440 тыс. руб. Вышла на биржу с 1913 года.
- Нефтепромышленное общество «Колхида».
- «Русское на Биби-Эйбат нефтепромышленное и торговое общество»[34]. Учреждено в 1905 году с основным капиталом 800 тыс. руб. Эксплуатировало земли на участке № 11 с. Шихово Бакинской губернии и др. местах. Чистая прибыль за 1912 год составила 895 тыс. руб.
- Московско-Волжское нефтепромышленное и торговое общество «Биби-Эйбат»[34]. Учреждено в 1904 году с основным капиталом 1,2 млн руб. Эксплуатировало промысла в с. Шихово Бакинской губернии и др. местах. Чистая прибыль за 1913 год составила 278 тыс. руб.
- Нефтепромышленное общество «А.С. Меликов и К°»[34]. Основано в 1899 году с основным капиталом в 2,0 млн руб. Обществу принадлежало: керосиновый завод в Чёрном городе близ Баку, нефтяные промыслы в Раманах, Субанчах и на Святом острове, нефтепроводы и др. Чистая прибыль в 1912 году составила 2,69 млн руб. В том же году вошло в состав фирмы «Лианозова Г. М. сыновей» и, соответственно, в состав «Русской генеральной нефтяной корпорацией».
- «Нафталанское нефтепромышленное общество»[34]. Основано в 1905 году с основным капиталом 2,4 млн руб. Обществу принадлежали нефтяные промысла в Биби-Эйбате. Чистая прибыль за 1912 год составила 1,01 млн руб. В том же году вошло в состав фирмы «Лианозова Г. М. сыновей» и, соответственно, в состав «Русской генеральной нефтяной корпорацией»
- Нефтепромышленное общество «Петроль»[34]. Основано в 1899 году с первоначальным основным капиталом 2,0 млн руб. (к 1914 году составлял 4,0 млн руб.). Эксплуатировало нефтяные промысла Балаханах и других местностях. К 1912 году общество владело: нефтеперерабатывающий близ Саратова (2 млн пудов нефти/год), частью керосино-масляного и бензинового заводов «Л. Ицкович и Каган» (6 млн пудов нефти/год), 89 цистерн для транспортировки и хранения. Чистая прибыль за 1913 год составила 567 тыс. руб.
- АО нефтеперегонных заводов В. Ропс и Ко[34]'. Основано в 1896 году с первоначальным основным капиталом 1,2 млн руб. Владело масляным и керосиновым заводом близ Санкт-Петербурга, а также занималось торговлей нефти и нефтепродуктами.
- Волжско-Черноморское торгово-промышленное акционерное общество[48]'. Основано в 1910 году с первоначальным основным капиталом в 1,0 млн руб. Правление располагалось в Санкт-петербурге. В него входили С. Г. Лианозов, П. О. Гукасов и Т. В. Белозерский.
- Нефтепромышленное и торговое общество «И. Е. Питоев и Кo».
- Royal Dutch Shell.

и др.

### После революции
Войны и революционные события в России ввергли нефтедобычу в кризис. Только в 1920-е годы стало возможным говорить о восстановлении отрасли.
В 1930 году началось освоение Волго-Уральской нефтегазоносной области. В 1932 году скважина № 702 на территории современного крупного города Ишимбая положила начало «Второму Баку».
Во время Великой Отечественной войны происходило бурное развитие нефтяной промышленности на востоке, столь необходимое для обеспечения горючим фронта и тыла. Важнейшим событием стало открытие в 1944 году девонской нефти на скважине № 41 в Куйбышевской области, а затем на скважине № 100 Туймазинского месторождения Башкирской АССР.
С 1960 года в СССР были освоены огромные месторождения Поволжья, Тимано-Печоры и Западной Сибири. По данным официальной статистики, экспорт нефти и нефтепродуктов из СССР вырос с 75,7 млн т в 1965 г. до 193,5 млн т в 1985 г. Главной причиной этого стало освоение месторождений Западной Сибири. При этом экспорт за свободно конвертируемую валюту составлял, по оценкам, соответственно 36,6 и 80,7 млн т. По оценкам, выручка от экспорта нефти и нефтепродуктов, составлявшая в 1965 г. порядка 0,67 млрд долл., увеличилась к 1985 г. в 19,2 раза и составила 12,84 млрд долл. Большая часть валютной выручки тратилась на импорт продовольствия и закупку товаров народного потребления. Она частично решала в этот период проблемы советской экономики (кризис в сельском хозяйстве, нехватку товаров народного потребления).

### Современная ситуация
В 1990-е годы, после распада Советского Союза, нефтяной сектор России был по большей части акционирован, а в частные руки на различных основаниях были переведены наиболее выгодные активы сектора.
В 1992—1999 годах были введены в действия мощности по добыче и переработке нефти на 0,3 млн тонн.
В 2003 году руководство страны предприняло действия по банкротству одной из крупнейших нефтяных компаний «ЮКОС» и распродажи её активов, которые в основном достались государственной компании «Роснефть». Государственной компанией (с лета 2005) «Газпром» был куплен менее крупный частный актив «Сибнефть».
В 2000—2008 годах были введены в действия мощности по добыче и переработке нефти на 20,7 млн тонн.
По данным статистического агентства США, в 2007 году потребление переработанной нефти в России составило 28,9 % от добычи нефти — 2,8 млн баррелей в день. Чистый экспорт нефти и нефтепродуктов составил 71,1 % от добычи нефти — 6,9 млн баррелей в день.
В 2011 году добыча нефти в РФ составила 511,432 млн тонн (объём добычи нефти на шельфе составил 13 млн т, а газа — 57 млрд м³), что на 1,23 % выше, чем в 2010. Экспорт нефти сократился на 2,4 % по данным Росстата, или на 6,4 % по данным ФТС, но доходы от экспорта выросли со 129 до 171,7 млрд долларов.

## Добыча
Добычей нефти занимаются несколько нефтяных компаний, крупнейшими из которых по результатам 2007 года являлись ОАО «Роснефть», ОАО «Лукойл» и ОАО «ТНК-BP».
|           | 1998 | 1999  | 2000  | 2001 | 2002   | 2003 | 2004  | 2005  | 2006 | 2007 | 2008    | 2009    | 2010    | 2011  | 2012 | 2013  | 2014  | 2015 | 2016   | 2017  | 2018  | 2019  | 2020   | 2021   | 2022 | 2023 |
| --------- | ---- | ----- | ----- | ---- | ------ | ---- | ----- | ----- | ---- | ---- | ------- | ------- | ------- | ----- | ---- | ----- | ----- | ---- | ------ | ----- | ----- | ----- | ------ | ------ | ---- | ---- |
| млн. тонн | 298  | 295,2 | 323.3 | 348  | 379,63 | 421  | 458,7 | 452,9 | 480  | 491  | 488,105 | 494,228 | 505,194 | 511,4 | 518  | 523,3 | 526,8 | 534  | 547,5. | 546,8 | 555,8 | 560,2 | 512,68 | 524,05 | 535  | 527  |

В марте 2023 года Международное энергетическое агентство изменило свой прогноз по добыче нефти в России в сторону увеличения и ожидает её в пределах 10,35 млн б/с, следует из ежемесячного отчета агентства. По информации агентства, РФ предприняла меры для перенаправления поставок своего сырья на новые рынки. Это позволило сохранить нефтяной экспорт нефти России. В апреле 2023 года вице-премьер РФ Александр Новак сообщил, что Россия перенаправила из Европы на рынки Индии, Китая и других стран около 20 % нефти от общего экспорта страны по итогам 2021 года. Новые логистических цепочки в Азиатско-Тихоокеанском регионе, а также с государствами Латинской Америки и Африки, удалось наладить полутора месяцев.
В 2023 году российские нефтяные компании темпы вышли на рекордные темпы бурения— к июню было пробурено 14,7 тыс. км эксплуатационных скважин, что на 8,6 % больше чем в прошлом году и на 6,6 % больше, чем планировалось. Рональд Смит, аналитик по нефти и газу BCS Global Markets, заявил, что в 2022 году был достигнут постсоветский рекорд бурения в России. Как отметило агентство Bloomberg, максимумы бурения были достигнуты несмотря на введённые западные санкции, которые должны были ограничить возможности России по добыче нефти. Меры, предпринятые против российской нефтеперерабатывающей промышленности РФ, оказались менее эффективными из-за того, что в сфере нефтесервисных услуг на международных компаний приходилось всего 12 % российского рынка. По оценкам Kasatkin Consulting в 2022 году эта доля сократилась до 9 %. При этом, ушедшие из России нефтесервисные гиганты Halliburton Co. и Baker Hughes Co., оставили в стране свое оборудование и персонал.
С начала 2017 года Россия участвует в глобальном соглашении между 25 (ранее 24) странами, которые решили сократить добычу нефти для поддержки баланса на мировом рынке; российские компании взяли на себя обязательство в рамках пакта снизить среднесуточное производство на 300 тыс. баррелей, к уровню октября 2016 года.
2018 год: Россия впервые опустилась на третье место по объёмам нефтедобычи (после США и Саудовской Аравии), но, по состоянию на декабрь заняла второе место (добывала 10,7 млн баррелей сырой нефти в сутки), опередив Саудовскую Аравию с её 7,69 млн барр./сут. (лидерство у США с 11,66 барр./сут.).

### Предприятия
Крупнейшими российскими нефтяными компаниями, по состоянию на декабрь 2023 являются пять холдингов: «Лукойл», «Роснефть», «Газпром нефть», «Сургутнефтегаз», «Татнефть».
|    | Компания собственник | Число заводов | Мощности по нефтепереработке (млн. тонн) |
| -- | -------------------- | ------------- | ---------------------------------------- |
| 1  | Роснефть             | 9             | 77.5                                     |
| 2  | Лукойл               | 4             | 45.6                                     |
| 3  | Башнефть             | 3             | 26.2                                     |
| 4  | Газпром              | 3             | 16.4                                     |
| 5  | Газпром нефть        | 2             | 31.7                                     |
| 6  | Русснефть            | 2             | 8.8                                      |
| 7  | Сургутнефтегаз       | 1             | 22                                       |
| 8  | Славнефть            | 1             | 13.5                                     |
| 9  | Татнефть             | 1             | 8                                        |
| 10 | ТАИФ                 | 1             | 8                                        |
| 11 | НК Альянс            | 1             | 4.4                                      |
| 12 | Прочие               | 6             | 22                                       |
|    | Итого:               | 32            | 284.1                                    |

Всего в России насчитывают примерно 30 крупных НПЗ и около 80 малых заводов. Общий объём переработки на них за 2022 год составил 276 млн тонн нефти.
Другие крупные российские нефтедобывающие компании:
- Итера
- Новатэк
- Руснефтегаз

| Нефтяная компания | Чистая прибыль, миллиардов долларов США. | Чистая прибыль, миллиардов долларов США. | Чистая прибыль, миллиардов долларов США. | Чистая прибыль, миллиардов долларов США. | Чистая прибыль, миллиардов долларов США. | Чистая прибыль, миллиардов долларов США. | Чистая прибыль, миллиардов долларов США. | Чистая прибыль, миллиардов долларов США. | Чистая прибыль, миллиардов долларов США. | Чистая прибыль, миллиардов долларов США. |      |      |      |      |      |      |      |
| Нефтяная компания | 2006                                     | 2007                                     | 4 кв. 2007 − 3 кв. 2008                  | 2009                                     | 2010                                     | 2011                                     | 2012                                     | 2013                                     | 2014                                     | 2015                                     | 2016 | 2017 | 2018 | 2019 | 2020 | 2021 | 2022 |
| ----------------- | ---------------------------------------- | ---------------------------------------- | ---------------------------------------- | ---------------------------------------- | ---------------------------------------- | ---------------------------------------- | ---------------------------------------- | ---------------------------------------- | ---------------------------------------- | ---------------------------------------- | ---- | ---- | ---- | ---- | ---- | ---- | ---- |
| Роснефть          | 3,5                                      | 12,9                                     | 13,3                                     | 6,5                                      | 10,4                                     | 4,16                                     | 3,11                                     | 7,17                                     | 4,6                                      |                                          |      |      |      |      |      |      |      |
| Лукойл            | 7,5                                      | 9,5                                      | 13,0                                     | 7,0                                      | 9,0                                      | 10,3                                     | 11,0                                     | 7,8                                      | 4,7                                      |                                          |      |      |      |      |      |      |      |
| ТНК-BP            | 6,4                                      | 5,7                                      | 8,3                                      | 5,2                                      | 5,8                                      | 9                                        | 1,9                                      | 9,0                                      | 3,78                                     |                                          |      |      |      |      |      |      |      |
| Сургутнефтегаз    | 2,8                                      | 3,5                                      | 6,3                                      | 3,7                                      | 0,62                                     | 3,06                                     | 2,37                                     | 3,37                                     | 11,64                                    |                                          |      |      |      |      |      |      |      |
| Газпром нефть     | 3,7                                      | 4,1                                      | 5,9                                      | 3,0                                      | 3,1                                      | 2,6                                      | 0,13                                     | 0,08                                     |                                          |                                          |      |      |      |      |      |      |      |
| Татнефть          | 1,1                                      | 1,7                                      | 1,9                                      | 1,7                                      | 1,5                                      | 0,8                                      | 0,88                                     | 0,93                                     | 1,21                                     |                                          |      |      |      |      |      |      |      |
| Славнефть         | 1,2                                      | 0,7                                      | 0,5                                      | 0,1                                      | 0,846                                    | 0,12                                     |                                          |                                          |                                          |                                          |      |      |      |      |      |      |      |
| Башнефть          | 0,3                                      | 0,4                                      | 0,5                                      | 0,5                                      | 0,9                                      | 1,69                                     |                                          | 0,91                                     | 0,2                                      |                                          |      |      |      |      |      |      |      |
| Итого для TOP-8   | 26,5                                     | 38,5                                     | 49,7                                     | 27,7                                     | 32,16                                    | 31,73                                    | 19,39                                    | 29,26                                    | 26,13                                    |                                          |      |      |      |      |      |      |      |

## Регионы
| Регион                     | Млн т | Млн т | Млн т | Млн т | Млн т | Млн т | Млн т | Млн т |
| Регион                     | 2011  | 2012  | 2013  | 2014  | 2015  | 2016  | 2019  | 2020  |
| -------------------------- | ----- | ----- | ----- | ----- | ----- | ----- | ----- | ----- |
| Ханты-Мансийский АО        | 261   | 260   | 256   |       | 243,1 | 239   | 236,1 | 235,8 |
| Ямало-Ненецкий АО          | 35,9  |       | 21,6  | 21,5  | 21    | 26,9  | 34,3  | 36,6  |
| Республика Татарстан       | 32,5  | 32,7  | 32,8  | 33,8  | 34,1  | 35,5  | 36,6  | 32,7  |
| Оренбургская область       | 22,8  |       |       |       |       |       | 21,6  |       |
| Сахалинская область        | 15,2  | 14    | 27,4  | 10,7  |       | 18,3  |       | 26,3  |
| Красноярский край          | 15,1  | 18    |       | 15,5  | 22    | 22    | 28,6  | 22    |
| Республика Башкортостан    | 14,4  |       |       |       |       | 16    |       |       |
| Самарская область          | 14,2  |       |       |       |       | 16,7  |       |       |
| Ненецкий АО                | 13,8  |       |       |       |       | 15,7  |       |       |
| Республика Коми            | 13,4  |       |       |       |       | 15,1  |       |       |
| Пермский край              | 13,2  |       |       |       |       | 15,6  |       |       |
| Томская область            | 12    |       |       |       |       | 10,6  |       |       |
| Удмуртская Республика      | 10,7  |       |       |       |       | 11    |       |       |
| Тюменская область          | 7,1   |       |       |       |       | 12,4  |       |       |
| Иркутская область          | 6,6   |       |       |       |       |       |       |       |
| Республика Саха (Якутия)   | 5,6   |       |       |       |       | 10,1  | 14,1  |       |
| Астраханская область       | 4,6   |       |       |       |       |       |       |       |
| Волгоградская область      | 3,4   |       |       |       |       |       |       |       |
| Ставропольский край        |       |       |       |       |       |       | 0,7   | 0,7   |
| Республика Дагестан        |       |       |       |       |       |       |       | 0,12  |
| Чеченская республика       |       |       |       |       |       |       |       | 0,05  |
| Республика Ингушетия       |       |       |       |       |       |       | 0,05  | 0,05  |
| Республика Северная Осетия |       |       |       |       |       |       | 0,002 | 0,01  |
| Калининградская Область    | 1,1   |       | 0,1   | 0,09  |       |       | 0,5   | 0,4   |

## Переработка
Переработкой нефти в России занимаются более 30 нефтеперерабатывающих заводов (НПЗ), на которых производятся десятки миллионов тонн бензина, дизельного топлива и мазута ежегодно.

## Транспортировка
Все российские магистральные нефтепроводы, кроме управляемой Каспийским трубопроводным консорциумом экспортной трубопроводной системы КТК Тенгиз-Астрахань-Новороссийск. принадлежат и эксплуатируются государственной монополией Транснефть, а нефтепродуктопроводы принадлежат и эксплуатируются её дочерней компанией Транснефтепродукт.
Наряду с трубопроводами, значимый объём перевозки нефти и нефтепродуктов осуществляется по железной дороге, речными и морскими судами (последние — в основном в целях экспорта) и автомобильным транспортом.
После введения странами Запада ценового потолка на российскую нефть в связи со вторжением на Украину, Россия начала активно использовать теневой флот, на который, по информации на октябрь 2024 года, приходились 70 % морских перевозок российской нефти.

## Показатели экспорта нефти и нефтепродуктов
Показатели экспорта нефти и нефтепродуктов в монетарном измерении (без абсолютных показателей) и их место в платёжном балансе России по данным Банка России:
| Год              | Экспорт сырой нефти | Экспорт сырой нефти | Экспорт нефтепродуктов | Экспорт нефтепродуктов | Экспорт всего   | Сальдо торгового баланса | Сальдо счёта текущих операций |
| Год              | млрд. долл. США     | %                   | млрд. долл. США        | %                      | млрд. долл. США | млрд. долл. США          | млрд. долл. США               |
| ---------------- | ------------------- | ------------------- | ---------------------- | ---------------------- | --------------- | ------------------------ | ----------------------------- |
| 1992             | 10,232              | 20,1                | 4,990                  | 9,8                    | 50,878          | 3,427                    | -0,342                        |
| 1993             | 10,268              | 17,8                | 4,117                  | 7,2                    | 57,560          | 12,590                   | 8,998                         |
| 1994             | 10,476              | 15,8                | 4,139                  | 6,3                    | 66,128          | 18,025                   | 8,942                         |
| 1995             | 13,323              | 16,4                | 5,025                  | 6,2                    | 81,176          | 20,291                   | 7,438                         |
| 1996             | 15,906              | 18,0                | 7,506                  | 8,5                    | 88,501          | 20,848                   | 10,103                        |
| 1997             | 14,808              | 17,2                | 7,252                  | 8,4                    | 85,945          | 14,157                   | -0,835                        |
| 1998             | 10,255              | 13,9                | 4,252                  | 5,8                    | 73,742          | 16,203                   | 0,071                         |
| 1999             | 14,158              | 20,3                | 5,448                  | 7,8                    | 69,657          | 32,395                   | 22,855                        |
| 2000             | 25,272              | 25,5                | 10,919                 | 11,0                   | 99,220          | 57,089                   | 45,382                        |
| 2001             | 24,990              | 25,9                | 9,374                  | 9,7                    | 96,553          | 45,236                   | 32,054                        |
| 2002             | 29,113              | 28,5                | 11,253                 | 11,0                   | 102,068         | 43,650                   | 27,473                        |
| 2003             | 39,679              | 30,7                | 14,060                 | 10,9                   | 129,060         | 55,846                   | 33,128                        |
| 2004             | 59,045              | 33,2                | 19,269                 | 10,8                   | 177,861         | 83,617                   | 58,560                        |
| 2005             | 83,438              | 34,8                | 33,807                 | 14,1                   | 240,024         | 116,185                  | 84,389                        |
| 2006             | 102,283             | 34,4                | 44,672                 | 15,0                   | 297,481         | 134,294                  | 92,316                        |
| 2007             | 121,503             | 35,1                | 52,228                 | 15,1                   | 346,531         | 123,447                  | 72,193                        |
| 2008             | 161,147             | 34,6                | 79,886                 | 17,1                   | 466,298         | 177,625                  | 103,935                       |
| 2009             | 100,593             | 33,9                | 48,145                 | 16,2                   | 297,155         | 113,231                  | 50,384                        |
| 2010             | 135,799             | 34,6                | 70,471                 | 17,9                   | 392,674         | 146,994                  | 67,452                        |
| 2011             | 181,812             | 35,3                | 95,710                 | 18,6                   | 515,409         | 196,854                  | 97,274                        |
| 2012             | 180,930             | 34,3                | 103,624                | 19,6                   | 527,434         | 191,663                  | 71,282                        |
| 2013             | 173,668             | 33,3                | 109,414                | 21,0                   | 521,835         | 180,566                  | 33,428                        |
| 2014             | 153,896             | 31,0                | 115,810                | 23,3                   | 496,806         | 188,931                  | 57,513                        |
| 2015             | 89,558              | 26,2                | 67,454                 | 19,8                   | 341,419         | 148,398                  | 67,777                        |
| 2016             | 73,713              | 26,2                | 46,191                 | 16,4                   | 281,709         | 90,215                   | 24,469                        |
| 2017             | 93,377              | 26,5                | 58,247                 | 16,5                   | 352,941         | 114,557                  | 32,179                        |
| 2018             | 129,202             | 29,1                | 78,235                 | 17,6                   | 443,915         | 195,058                  | 115,680                       |
| 2019             | 122,204             | 29,1                | 66,970                 | 16,0                   | 419,721         | 165,844                  | 65,650                        |
| 2020             | 72,563              | 21,8                | 45,360                 | 13,6                   | 333,530         | 93,441                   | 35,373                        |
| 2021             | 110,968             | 22,4                | 69,881                 | 14,1                   | 494,350         | 190,337                  | 122,270                       |
| 2022 Январь-Июнь |                     |                     |                        |                        | 330,333         | 169,624                  | 146,525                       |

Показатели экспорта нефти и нефтепродуктов и их место в торговом балансе России по данным Федеральной таможенной службы:
| Год         | Экспорт сырой нефти | Экспорт сырой нефти | Экспорт сырой нефти | Экспорт нефтепродуктов | Экспорт нефтепродуктов | Экспорт нефтепродуктов | Экспорт всего   | Сальдо торгового баланса |
| Год         | миллионов тонн      | млрд. долл. США     | %                   | миллионов тонн         | млрд. долл. США        | %                      | млрд. долл. США | млрд. долл. США          |
| ----------- | ------------------- | ------------------- | ------------------- | ---------------------- | ---------------------- | ---------------------- | --------------- | ------------------------ |
| 2005        |                     | 79,2                | 34,3                |                        | 33,7                   | 14,6                   | 231,3           | 138,5                    |
| 2006        |                     | 96,7                | 33,5                |                        | 44,2                   | 15,3                   | 288,9           | 158,2                    |
| 2007        |                     | 114,1               | 34,0                |                        | 51,5                   | 15,4                   | 335,3           | 144,5                    |
| 2008        |                     | 151,7               | 34,1                |                        | 78,3                   | 17,6                   | 444,5           | 188,1                    |
| 2009        |                     | 93,5                | 32,8                |                        | 46,8                   | 16,4                   | 284,9           | 124,3                    |
| 2010        |                     | 129,0               | 34,6                |                        | 69,4                   | 18,6                   | 372,9           | 155,5                    |
| 2011        | 219,0963            | 171,6958            | 35,9                | 124,9041               | 91,3096                | 19,1                   | 516,0400        | 210,7269                 |
| 2012        | 239,9458            | 180,9159            | 34,5                | 137,9458               | 103,4288               | 19,7                   | 524,7274        | 212,1600                 |
| 2013        | 236,6153            | 173,6683            | 33,0                | 151,3793               | 109,1679               | 20,7                   | 526,3924        | 208,5868                 |
| 2014        | 223,4154            | 153,8783            | 31,0                | 164,8371               | 115,6494               | 23,3                   | 496,9445        | 210,9623                 |
| 2015        | 244,4851            | 89,5765             | 25,9                | 171,5345               | 67,4031                | 19,5                   | 345,9323        | 161,4371                 |
| 2016        | 254,7674            | 73,6763             | 25,6                | 156,0156               | 45,9518                | 16,0                   | 287,5740        | 103,9839                 |
| 2017        | 252,6373            | 93,3064             | 26,0                | 148,4127               | 58,2444                | 16,2                   | 359,0814        | 130,6172                 |
| 2018        | 260,5581            | 129,2014            | 28,7                | 150,2537               | 78,2056                | 17,4                   | 449,6173        | 209,1177                 |
| 2019        | 267,4665            | 121,4440            | 28,6                | 142,8022               | 66,8874                | 15,8                   | 424,6268        | 177,2334                 |
| 2020        | 238,6067            | 72,3664             | 21,4                | 141,7545               | 45,3464                | 13,4                   | 338,1836        | 104,4541                 |
| 2021        | 229,9984            | 110,1194            | 22,3                | 144,3010               | 69,9558                | 14,2                   | 493,3443        | 197,2581                 |
| 2022 Январь | 17,7544             | 10,1152             | 22,1                | 10,5696                | 6,1875                 | 13,5                   | 45,8426         | 22,5180                  |

## Оценки
Журнал «Финансовый эксперт» со ссылкой на Oil & Gas Journal указывал, что представление о необходимости поставки нефти на экспорт для обеспечения импорта продукции массового потребления является заблуждением. По этой оценке, даже если бы Россия вообще не поставляла нефть на экспорт в 2005 году, торговый баланс России был бы в профиците на $46 млрд.
По оценкам журнала Bloomberg, к июлю 2022 года экспорт нефти в Болгарию вырос в 2,5 раза по сравнению с январём 2022 года. Повышение пошлины на 23 %, связанное с ростом цен на нефть, позволило компенсировать падение экспорта и потери бюджетных поступлений.
11 августа 2022 года международное энергетическое агентство зафиксировало, что добыча нефти в России упала всего чуть менее чем на 3 % по сравнению с докризисным уровнем. По оценкам организации, западные энергетические санкции имеют лишь «ограниченный» эффект. Несмотря на то, что экспорт нефти и нефтепродуктов в Европу, США, Японию и Корею упал почти на 2,2 млн баррелей в день, перенаправление потоков в Индию, Китай, Турцию и другие страны, а также «сезонно более высокий внутренний спрос в России смягчил потери в разведке и добыче». В отчете говорится, что в июле Россия получила 19 млрд долларов (16 млрд фунтов) доходов от экспорта нефти, а в июне — 21 млрд долларов.
По оценкам Financial Times, к ноябрю 2023 года России удалось выйти на практически полный обход ценового потолка установленного США на реализацию своей нефти на зарубежных рынках. Средняя стоимость нефти из РФ месяцем ранее превысила 80 долларов за баррель. При этом России удалось снизить дисконт на продаваемое сырье с 40 до 10 долларов за баррель.